# Playa de Navia
La playa de Navia está situada en el concejo asturiano de Navia, España.
Forma parte de la Costa Occidental de Asturias y, pese a no estar enmarcada en la zona conocida como Paisaje Protegido de la Costa Occidental de Asturias, presenta catalogación como ZEPA y LIC.

## Descripción
La playa presenta vegetación hasta prácticamente el lecho arenoso, estando rodeada de pinares y eucaliptales, y además existe un lago que es conocido como "Vega de Arenas".
Esta playa está situada a un kilómetro de la villa y tiene una longitud de trescientos cincuenta y tres metros. Cuenta con servicios de socorrismo, señalización de peligro y gran aparcamiento, así como de prácticamente todo tipo de servicios, como  lavabos, duchas, restaurantes, bares y ocasionalmente chiringuitos y de zona infantil.

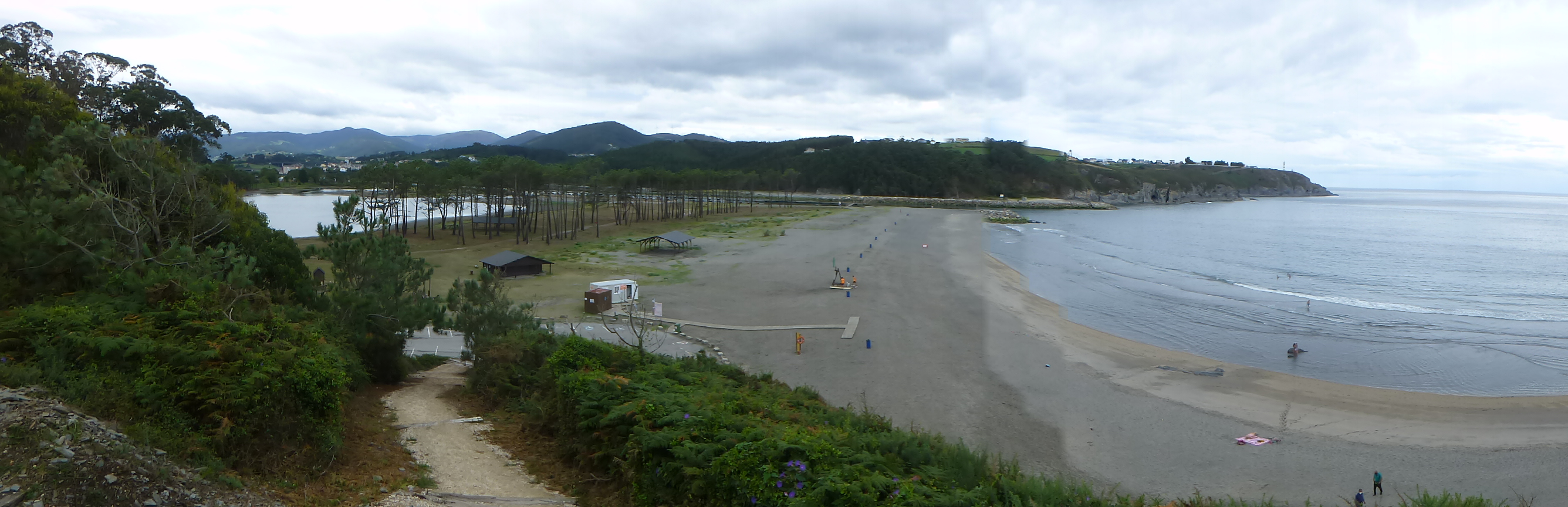
Playa de Navia desde el mirador "El Monolito".